# Rojkovîci, Seredîna-Buda
Rojkovîci (în ucraineană Рожковичі) este localitatea de reședință a comunei Rojkovîci din raionul Seredîna-Buda, regiunea Sumî, Ucraina.

## Demografie
Componența lingvistică a localității Rojkovîci
     Rusă (69,02%)
     Ucraineană (30,71%)
Conform recensământului din 2001, majoritatea populației localității Rojkovîci era vorbitoare de rusă (69,02%), existând în minoritate și vorbitori de ucraineană (30,71%).